# 1966 en santé et médecine
| Années de la santé et de la médecine : 1963 - 1964 - 1965 - 1966 - 1967 - 1968 - 1969    |
| Décennies de la santé et de la médecine : 1930 - 1940 - 1950 - 1960 - 1970 - 1980 - 1990 |

Cet article présente les faits marquants de l'année 1966 en santé et médecine.

## Décès
- 23 septembre : Ernest Schaffner (né en 1901), médecin et homme politique français, spécialiste de la phtisie et de la silicose[1].